# Ucase de Ems

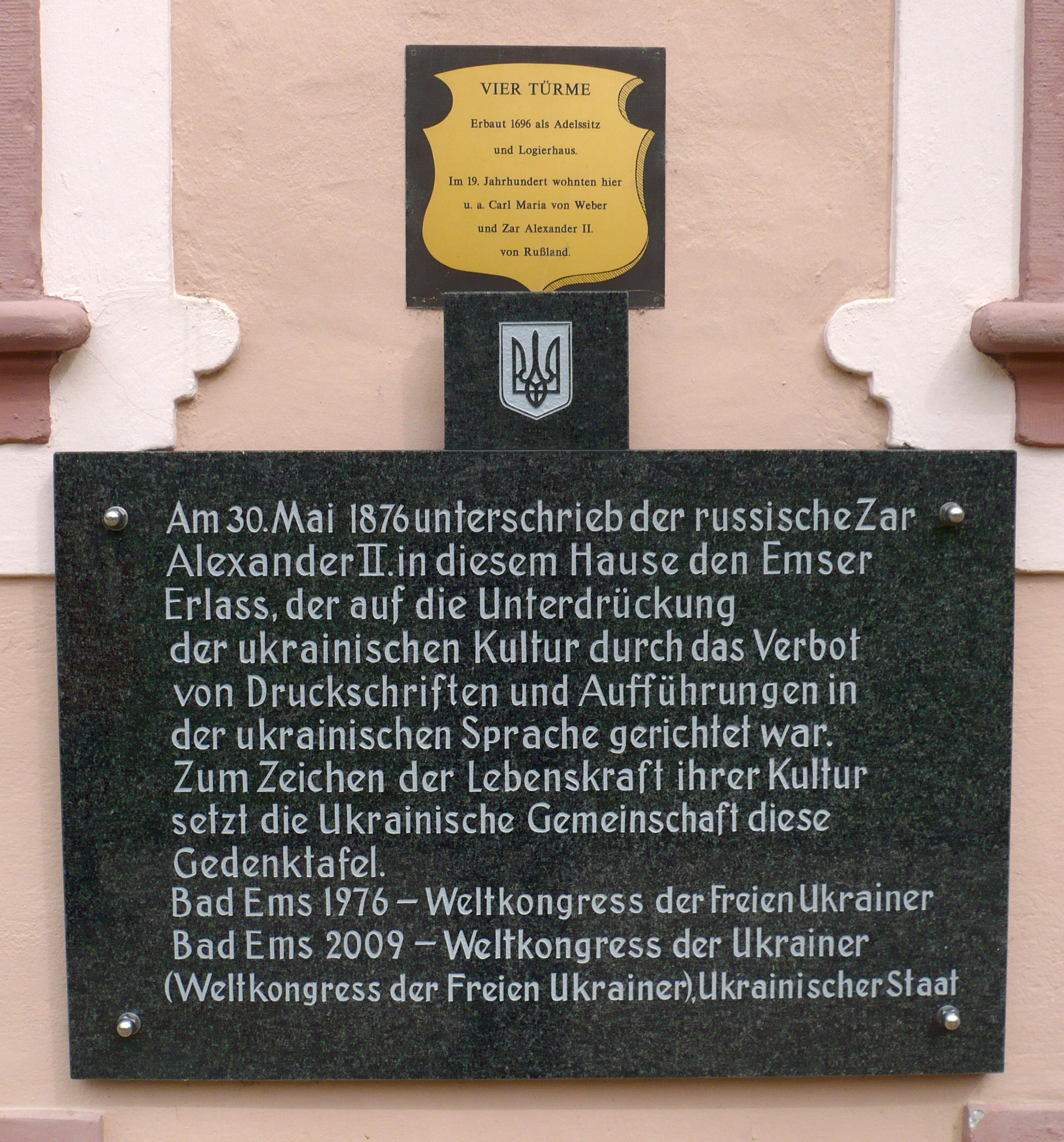
Placa conmemorativa en Bad Ems.

El ucaz de Emsk (en ruso: Эмский указ [Emski ukaz]; en ucraniano: Емський указ [Emsky ukaz]) fue un edicto (ucase) secreto del zar Alejandro II de Rusia promulgado en 1876, por el que se prohibía expresamente el uso del idioma ucraniano en textos de cualquier clase dentro del Imperio ruso, con la excepción de la reimpresión de antiguos documentos. También prohibía la importación de publicaciones en ucraniano y la representación de obras de teatro o la enseñanza escolar o universitaria en ucraniano, así como la traducción de libros en el idioma ucraniano. Fue llamado así por la ciudad alemana de Bad Ems, donde el edicto fue firmado por el propio zar durante sus vacaciones.

## Antecedentes
Hacia 1860, más de una década después de la disolución de la Hermandad de los Santos Cirilo y Mefodio en Kiev, y de que su fundador Nikolái Kostomárov y otras prominentes figuras fueran exiliadas o arrestadas, los intelectuales ucranianos empezaron a tomar conciencia de su herencia cultural. Las asociaciones culturales ucranianas llamadas Hromadá comenzaron a funcionar en numerosas ciudades, después de la tradicional asamblea de la aldea, y en las escuelas dominicales en las ciudades y pueblos en tanto la educación en lengua ucraniana había sido negada por la administración imperial rusa. Esto fue parcialmente originado por la publicación tanto en ruso como en ucraniano de diversas revistas, como Osnova de Kostomárov (1861–1862) y en el Noticiero de Cherníhiv (Cherníhivski Listok) de Leonid Hlíbov (1861–1863), o monografías históricas y folclóricas tales como la biografía del cosaco Bohdán Jmelnytsky del propio Kostomárov. En Osnova, Kostomárov publicó su influyente artículo Dve rússkie naródnosti (Dos nacionalidades rusas), fijando una diferenciación que rechazaba de modo implícito la designación de Pequeña Rusia que la administración imperial daba a Ucrania.
Aunque el nacionalismo ucraniano (o nacionalismo de la Pequeña Rusia) había sido considerado popular y de alguna manera se convirtió en una "moda" en los círculos culturales rusos, un debate más serio comenzó al tiempo que entraba en juego la ideología del paneslavismo ruso expresado en la frase de Aleksandr Pushkin: "¿No todos los riachuelos eslavos confluirán en el mar ruso?", empezando así la crítica hacia las "nacionalidades" eslavas que se resistían a "confluir en el mar ruso". Los rusos más conservadores calificaron al movimiento nacionalista ucraniano de "intriga polaca", mientras los intelectuales de la Polonia del Congreso se quejaban de que el nacionalismo ucraniano había sido usado como un arma en contra de la cultura polaca por parte de algunos ucranianos.
Después de la emancipación de los siervos en el Imperio ruso, muchos terratenientes estaban descontentos por la pérdida de sus siervos, mientras que los campesinos se mostraban generalmente en desacuerdo con los términos de la emancipación, que no los liberaban de la miseria del medio rural. En esta situación y bajo la atmósfera de mutua desconfianza, un número cada vez mayor de informes sobre que los líderes nacionalistas ucranianos estaban conspirando para separarse de Rusia llegaban al gobierno imperial ruso. Cuando estalló en 1863 el Levantamiento de Enero en Polonia se elevaron aún más las tensiones acerca del separatismo étnico dentro del Imperio ruso. Numerosos activistas ucranianos fueron arrestados, las escuelas dominicales y "hromadas" fueron cerradas y sus publicaciones requisadas.
Una nueva traducción al ucraniano de parte del Nuevo Testamento hecha por Pylyp Morachevsky fue aprobada por la Academia Imperial de Ciencias pero vetada por el Santo Sínodo de la Iglesia ortodoxa rusa, por considerarse políticamente sospechosa. En respuesta el ministro de Interior del Imperio, Piotr Valúev, expidió un documento interno el 18 de julio de 1863, la llamada Circular de Valúev, que establecía una política basada en una previa opinión de Valúev, breve y simple: "La lengua ucraniana nunca ha existido, no existe y nunca existirá". Con la "Circular de Valúev", el gobierno imperial ruso prohibió la publicación de libros religiosos y seculares bajo la premisa de que no solo el contenido de tales publicaciones (favorables al nacionalismo ucraniano) era potencialmente cuestionable, sino que su simple presencia era inaceptable para la corte del zar: implicaba la existencia de una nación ucraniana -diferente de Rusia- pudiera existir.

## El edicto de Ems
Hacia 1870, la Hromada de Kiev y la rama suroeste de la Sociedad Geográfica Imperial empezó a publicar importantes trabajos en Kiev, aunque en idioma ruso, pero sobre etnografía ucraniana. Entre los autores estaban Myjailo Drahománov, Volodýmyr Antonóvych, Iván Rudchenko, y Pavló Chubynski. Estos celebraron un Congreso Arqueológico en 1874, y lo publicaron en el periódico de lengua rusa Kíevski Telegraf.
Un miembro de la Sociedad Geográfica, Mijaíl Yuzefóvich, envió dos cartas a San Petersburgo advirtiendo de las actividades separatistas de los ucranianos que trabajaban en la Sociedad Geográfica. El zar Alejandro II formó una Comisión Imperial sobre la propaganda filoucraniana en las provincias del sur del Imperio, encontrando evidencias de que las investigaciones sobre historia ucraniana y el "dialecto de la Pequeña Rusia" eran un peligro para el Imperio y recomendando extender el ámbito de aplicación de la Circular de Valúev. Mientras descansaba en un balneario en Bad Ems, Alemania, en mayo de 1876, el zar firmó lo que sería el Ukaz de Ems, extendiendo la prohibición de publicación a todos los libros y canciones en el "dialecto de la Pequeña Rusia", así como la importación de tales materiales. Los profesores sospechosos fueron apartados de la enseñanza, las obras de teatro prohibidas y las organizaciones peligrosas así como los periódicos en ucraniano fueron cerrados.
El edicto coincidió con otras acciones encaminadas a eliminar la cultura ucraniana. Drahománov y Mykola Ziber fueron expulsados de sus cátedras en la Universidad San Volodýmyr de Kiev, y emigraron junto con otros intelectuales como Fédir Vovk y Serhiy Podolynsky. La situación fue expuesta por el profesor Myjailo Drahománov en 1878 en el Congreso Internacional de Literatura de París celebrado ese mismo año.
En 1881, el nuevo zar Alejandro III de Rusia enmendó el ukaz. Los diccionarios y los cantos en ucraniano fueron permitidos, pero el alfabeto ucraniano (el "Kulishivka" creado por el lingüista Panteleimón Kulish) siguió prohibido, y dichas publicaciones tendrían por tanto que emplear la ortografía rusa (llamada despectivamente yaryzhka por los ucranianos). Las representaciones de obras de teatro y canciones podrían ser aprobadas por las autoridades locales, pero los teatros y compañías formados únicamente por ucranianos no serían permitidos.
Muchas representaciones y publicaciones fueron desarrolladas por una mezcla de ingenio y soborno pero la vida cultural e intelectual ucranianas prácticamente se detuvieron.

## Periodo posterior
Después de la Revolución rusa de 1905, la "Academia Imperial de las Ciencias" de San Petersburgo recomendó levantar las restricciones del ukaz de 1876 para reducir las tensiones nacionalistas en Ucrania, lo cual fue permitido por el zar Nicolás II. Los periódicos en lengua ucraniana empezaron a imprimirse, las Prosvita ("Ilustración") o sociedades de enseñanza se formaron, algunos profesores de universidades impartieron clases en ucraniano, y el obispo ortodoxo del vicariato de Podolia, Parfeniy Levytsky, permitió el uso de la lengua en los servicios religiosos y las escuelas de su diócesis.
En 1910, alertado por la potencial actividad revolucionaria que implicaba el uso del idioma ucraniano, el ministro de interior Piotr Stolypin restableció las restricciones del ukaz de Ems y cerró las sociedades Prosvita y las publicaciones en dicha lengua. La prensa de lengua rusa y los intelectuales favorables al zar lanzaron una campaña contra la idea de una autonomía para Ucrania.
Entonces, los ucrainianos mantuvieron un pequeño desarrollo cultural en la región rural del alto Dniéper, fuera del control ruso y con una extensa población rural carente de cualquier oportunidad de educación formal, en la cual mostraban poco interés las autoridades zaristas. La ideología imperial rusa dominaba las escuelas y el ejército, y el idioma ruso era el único usado oficialmente en la administración pública y en los negocios urbanos. Mientras, la conciencia de una identidad propia ucraniana creció en la región de Galitzia y en Rutenia, pobladas por ucranianos pero bajo el gobierno del Imperio austrohúngaro y por ello lejos de la represión de las autoridades imperiales rusas.
El ukaz nunca fue derogado, pero llegó a anularse de facto, junto con otras disposiciones imperiales rusas, en la Revolución de Febrero de 1917. Después de la Revolución de Octubre, la lengua ucraniana, su cultura y su enseñanza fueron permitidas durante la República Popular Ucraniana, el Hetmanato (Gobierno provisional durante la ocupación alemana durante la Primera Guerra Mundial), y bajo las políticas de ucranización de la República Socialista Soviética de Ucrania después de 1931.